# ريج أوف ذا دراغونز
ريج أوف ذا دراغونز (بالإنجليزية: Rage of the Dragons)‏ ، هي لعبة فيديو إلكترونية من نوع منافسة قتالية بين لاعبان، أنتجها ونشرها شركة إس إن كاي بلاي مور اليابانية سنة 2002م.

## وصلات خارجية
- Rage of the Dragons at SNK Playmore
- Rage of the Dragons at Noise Factory
- ريج أوف ذا دراغونز على موقع القائمة القاتلة لألعاب الفيديو
- Review of Rage of the Dragons at Neo-Geo.com